# Germigny-l’Exempt
Germigny-l’Exempt település Franciaországban, Cher megyében. Lakosainak száma 292 fő (2022. január 1.). Germigny-l’Exempt La Chapelle-Hugon, Croisy, Grossouvre, La Guerche-sur-l’Aubois, Ignol, Ourouer-les-Bourdelins és Vereaux községekkel határos.

## Népesség
A település népessége az elmúlt években az alábbi módon változott:
| Lakosok száma | 509  | 383  | 362  | 320  | 317  | 311  | 307  | 296  | 290  | 292  |
|               | 1968 | 1982 | 1990 | 2006 | 2013 | 2015 | 2017 | 2019 | 2020 | 2022 |